# That ’90s Show
«That ’90s Show» (рус. Это было в 90-х) — одиннадцатый эпизод девятнадцатого сезона мультсериала Симпсоны. Премьера эпизода состоялась 27 января 2008 года.

## Сюжет
Зимним морозным вечером Симпсоны сидят у камина и дрожат от холода, потому что Гомер не заплатил за тепло. Пытаясь согреться, они бросают в огонь ненужный хлам и, найдя старую коробку с вещами Мардж, находят там документ из университета. Гомер и Мардж решают рассказать детям историю, которая произошла с ними во времена юных свиданий в 1990-х годах. Гомер тогда выступал в R&B-группе вместе с Ленни, Карлом и Лу, а Мардж получила извещение из университета об успешном приеме. Но её мечта стоила целых 3000 долларов в год и, чтобы подарить счастье своей девушке, Гомер решает уйти из группы и устроиться на работу к своему папе. Накопив нужную сумму, юный Симпсон оплачивает обучение для возлюбленной. Счастливая студентка Мардж познает новый мир и увлекается привлекательным и умным профессором истории. Разочарованный Гомер, переживая измену Мардж, возвращается в группу, пишет депрессивные песни и начинает принимать наркотики.

## Интересные факты
- Название эпизода «That ’90s Show» намекает на ситком «Шоу 70-х» (англ. That ’70s Show).
- Сцена с якобы Марвином Кобейном является явной пародией на аналогичную сцену в фильме Назад в будущее, где фигурирует некий Марвин Берри, звонящий своему кузену Чаку.
- Также в одной из сцен отчётливо слышится, как Продавец Комиксов произносит фразу «…и поэтому „Властелин колец“ никогда не будет экранизован.»
- Группа, впоследствии основанная Гомером, является пародией на группу Nirvana.
- При разделе имущества Гомер отдаёт Мардж акции Майкрософт, а себе берёт акции обанкротившейся в будущем корпорации Enron.
- Также при разделе Гомер забирает себе виниловую пластинку The Dark Side of the Moon группы Pink Floyd.
- В самом конце Мардж говорит, что ей страшно за будущее, и произносит имя певицы Бритни Спирс.
- В сериале присутствует отсылка к серии игр Sonic The Hedgehog в качестве свадебной рекламы.
- Также в серии Гомер упоминает о другом детище Мэтта Грейнинга Футурама.
- M: Music News, передача, которую смотрит Мардж, является отсылкой к MTV News. Также в эпизоде участвует Курт Лодер — ведущий MTV News.